# Fawzi Gamal
Fawzi Gamal (ar. فوزى جمال; ur. 23 października 1966 w Ismailii) – egipski piłkarz grający na pozycji obrońcy. W swojej karierze rozegrał 55 meczów i strzelił 1 gola w reprezentacji Egiptu.

## Kariera klubowa
Swoją karierę piłkarską Gamal rozpoczął w klubie Ismaily SC. W 1984 roku zadebiutował w jego barwach w pierwszej lidze egipskiej i grał w nim do 1998 roku. Z klubem tym wywalczył mistrzostwo Egiptu w sezonie 1990/1991 oraz zdobył Puchar Egiptu w sezonie 1996/1997. W 1998 roku odszedł do klubu El Qanah FC, a w 1999 roku zakończył w nim swoją karierę.

## Kariera reprezentacyjna
W reprezentacji Egiptu Gamal zadebiutował 21 kwietnia 1989 w wygranym 6:1 meczu kwalifikacji do Pucharu Narodów Afryki 1990 z Etiopią, rozegranym w Kairze. W 1990 roku powołano go do kadry na Puchar Narodów Afryki 1990. Rozegrał na nim trzy mecze grupowe: z Wybrzeżem Kości Słoniowej (1:3), z Nigerią (0:1) i z Algierią (0:2).
W 1992 roku Gamal był w kadrze Egiptu na Puchar Narodów Afryki 1992, jednak na tym turnieju nie wystąpił ani razu.
W 1994 roku Gamal został powołany do kadry na Puchar Narodów Afryki 1994. Na tym turnieju rozegrał trzy spotkania: grupowe z Gabonem (4:0) i z Nigerią (0:0) oraz ćwierćfinałowe z Mali (0:1).
Z kolei w 1996 roku Gamala powołano do kadry na Puchar Narodów Afryki 1996. Na tym turnieju wystąpił w czterech meczach: grupowych z Angolą (2:1), z Kamerunem (1:2) i z RPA (0:1) oraz ćwierćfinale z Zambią (1:3). Od 1989 do 1996 rozegrał w kadrze narodowej 55 meczów i strzelił 1 gola.